# Aprionus caucasicus
Aprionus caucasicus är en tvåvingeart som beskrevs av Boris Mamaev och Jaschhof 1997. Aprionus caucasicus ingår i släktet Aprionus och familjen gallmyggor. Inga underarter finns listade i Catalogue of Life.